# Saint-Denis-de-Villenette
Saint-Denis-de-Villenette är en kommun i departementet Orne i regionen Normandie i nordvästra Frankrike. Kommunen ligger i kantonen Juvigny-sous-Andaine som tillhör arrondissementet Alençon. År 2018 hade Saint-Denis-de-Villenette 144 invånare.

## Befolkningsutveckling
Antalet invånare i kommunen Saint-Denis-de-Villenette
| Referens: INSEE |